# Церква Преображення Господнього (Залужжя, УГКЦ)
Церква Преображення Господнього в Залужжі — парафія і храм греко-католицької громади Збаразького деканату Тернопільсько-Зборівської архієпархії Української греко-католицької церкви в селі Залужжя Тернопільського району Тернопільської области.

## Історія церкви
Парафія була утворена у 1991 році, а її статут зареєстрували 28 червня того ж року. Будівництво храму за проєктом Петра Напованця тривало з 1992 по 1995 рік. Земельну ділянку під будову надала п. Війтович, а кошти збирала громада та спонсори, зокрема Петро Чепіль з Канади.
Храм освятив єпископ Михаїл Сабрига у 1995 році. При парафії діють Марійська і Вівтарна дружини, братство Серця Христового, спільнота «Матері в молитві» та недільна школа.
На території парафії встановлено хрест, який відновили у 2008 році на честь 1020-річчя Хрещення Київської Русі. У власності парафії є лише храм.

## Парохи
- о. Олег Юрик (1992—2005),
- о. Ярослав Єфремов (2005—2006),
- о. Андрій Лахман (з 28 лютого 2006).